# St.-Johannes-Kapelle (Limburg an der Lahn)

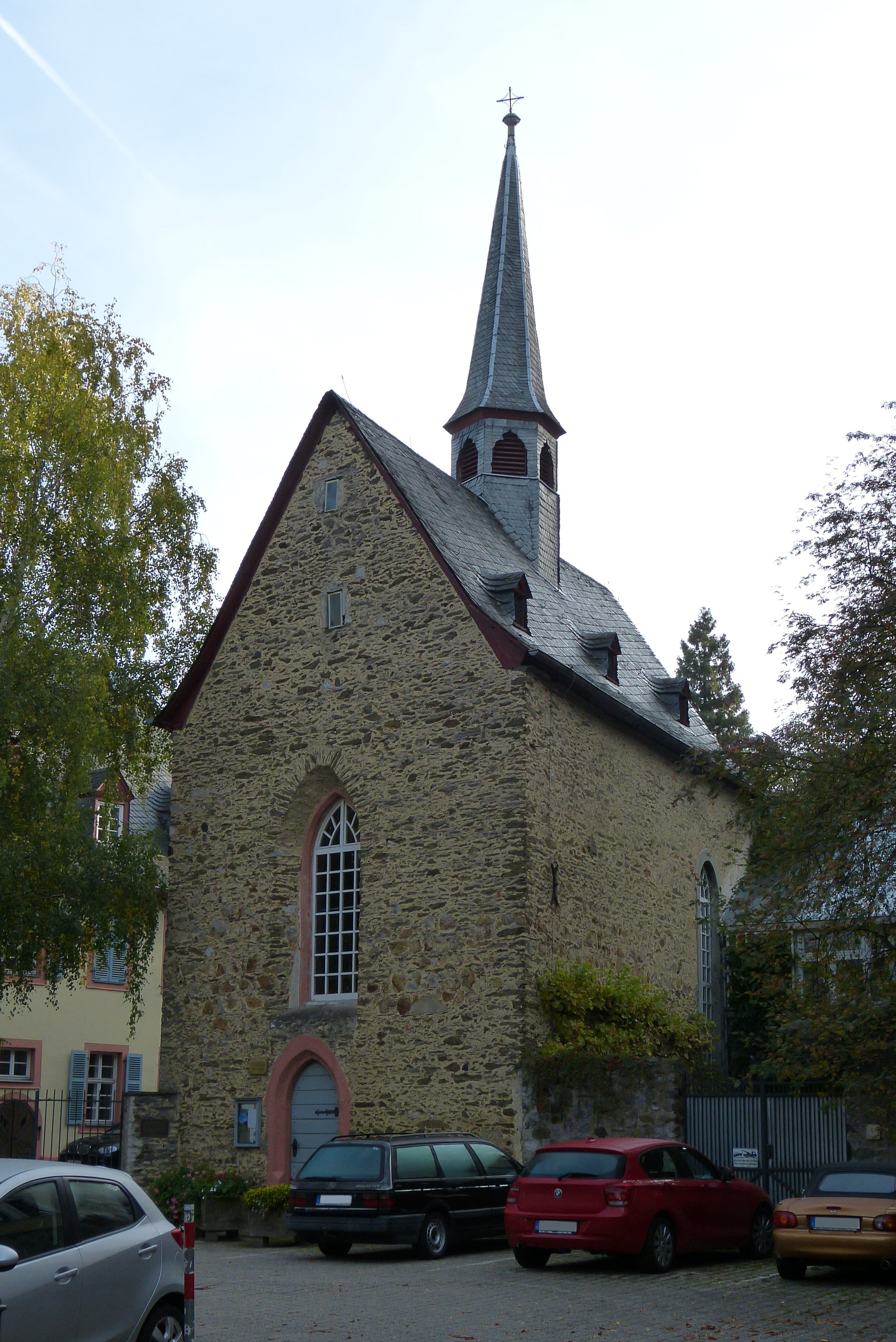
Die Johannes-Kapelle

Die gotische St.-Johannes-Kapelle (auch Kapelle in der Erbach) ist ein evangelisch-lutherisches Gotteshaus zu Limburg an der Lahn (Landkreis Limburg-Weilburg) in Hessen.

## Geschichte
Errichtet wurde die schlichte Kapelle 1322 bis 1324 für den Erbacher Hof, die Limburger Niederlassung des Zisterzienserklosters Eberbach. Seit 1783 ist das Patrozinium des heiligen Johannes des Täufers nachgewiesen. Nach der Säkularisation 1802 diente die Kapelle zunächst als Salzmagazin und Getreidespeicher, ab 1822 als Lager für Selterswasser. Ab 1831 überließ Herzog Wilhelm I. von Nassau den Sakralbau der evangelisch-unierten Gemeinde Limburgs. Diese wachsende Gemeinde bezog ab 1867 eine neue, größere Kirche am Bahnhof. Die Kapelle wurde daraufhin von der jüdischen Gemeinde übernommen und bis 1903 als Synagoge genutzt, bis auch die jüdische Gemeinde ein neues Gotteshaus bezog. Ab diesem Zeitpunkt nutzte das Landratsamt die Kapelle als Aktenlager. Ab 1948 fand sie wieder eine sakrale Bestimmung als Gottesdienstort der Altlutheraner. 1958 erfolgte eine grundlegende Sanierung und Rekonstruktion der ursprünglichen Farbfassung, 1981 erhielt sie eine Glocke. 2002 kaufte die evangelisch-lutherische St.-Johannes-Gemeinde, die zum Kirchenbezirk Hessen-Süd der Selbständigen Evangelisch-Lutherischen Kirche gehört, die Kapelle vom Land Hessen.